# Михайловка (Желєзногорський район)
Михайловка (рос. Михайловка) — слобода в Желєзногорському районі Курської області Російської Федерації.
Населення становить 3043 особи. Входить до складу муніципального утворення Михайлівська сільрада.

## Історія
Населений пункт розташований на території українського етнічного та культурного краю Східна Слобожанщина.
Від 2004 року входить до складу муніципального утворення Михайлівська сільрада.

## Населення
| 1862  | 1877  | 1883  | 1897  | 1905  | 1939  | 1959  |
| ----- | ----- | ----- | ----- | ----- | ----- | ----- |
| 3783  | ↘3637 | ↘3031 | ↗4453 | ↘3331 | ↗3629 | ↘3545 |
| 2002  | 2010  | 2021  |       |       |       |       |
| ↘2513 | ↗2554 | ↗3043 |       |       |       |       |